# 言語系統論
言語系統論（げんごけいとうろん）とは、比較言語学の方法によって言語の系統を対象にする歴史言語学の一分野であり、同一の祖語から分かれて派生した諸言語についてその系統関係、あるいはそれが存在するかについての研究する分野である。生物学における系統学の概念と基本的に共通する。ただし言語には言語接触による混淆が存在するため、分岐して長い時間がたった言語の系統関係を特定することにはしばしば困難を伴う。

## 日本語系統論
言語系統論の一例として、「日本語系統論」が挙げられる。日本語(族)の系統の研究は盛んに試みられているが、結論は出ていない。

## 言語史
言語は語族という分類単位が存在するが、生物のように世界中の全言語を系統分類できていない。この原因として言語接触による混合言語化、クレオール化が考えられる。言語は拡散と混合を繰り返してきており、祖語自体が混合言語である場合は系統を決定できないためである。言語史を解明するためには比較言語学とともに言語類型論も手掛かりになる。さらにメリット・ルーレンが取り組んでいるような分子人類学、考古学等を統合した学際研究も不可欠である。

## 参考
- 村脇有吾（2016）「言語系統解明のための計算的取り組み」人工知能学会論文誌
- 小橋昌明・田中久美子 (2011) 「数理的手法を用いた日本語の系統に関する考察」言語処理学会 第 17 回年次大会 発表論文集